# Morten de Svanenskiold
Morten Joachim Ferdinand de Svanenskiold (11. december 1799 på Svanholm – 11. marts 1876 i København) var en dansk jurist og borgmester, bror til N.E.E. de Svanenskjold.
Han var søn af ejer af Svanholm, hofjægermester Peter de Svanenskiold og Regine Dorothea Cathrine Qvistgaard, blev 1816 student fra Frederiksborg Latinskole og 1820 cand.jur. Han blev 1824 kopist i Københavns Politiret samt ved Politiets øvrige forretninger, 1831 fuldmægtig og samme år protokolsekretær i Højesteret, 1836 herredsfoged og skriver i Års og Slet Herreder, Bjørnsholm og Malle Sogne indbefattede, samt birkedommer og skriver i Løgstør Birk, 1843 virkelig kancelliråd, 1850 byfoged og byskriver i Nykøbing Sjælland, birkedommer og skriver i Dragsholm Birk, 1851 justitsråd, 1868 tillige borgmester i Nykøbing Sjælland, fik 1870 afsked og blev 17. august udnævnt til Ridder af Dannebrog.
Han blev gift 19. september 1836 i Holmens Kirke med Johanne Adelaide Mühlensteth (3. oktober 1813 i København - 30. november i 1893 i Farum), datter af kommandørkaptajn Malthe Christian Mühlensteth og Johanne Martine Nicoline Marie de Svanenskiold.
Han er begravet på Farum Kirkegård.